# He Who Is Without Sin
He Who Is Without Sin è un film del 2020 diretto da Jason Paul Laxamana.

## Trama
Un giovane studente scopre a sue spese che il suo idolo – un giornalista dignitoso che dovrebbe essere un modello di virtù – non è realmente chi sembra essere in televisione.

## Distribuzione
Il film è stato distribuito nei cinema filippini il 20 novembre 2020 dalla Solar Pictures.

## Riconoscimenti
- 2020 - Pista ng Pelikulang Pilipino[1]
  - Audience Choice Award
  - PPP Award alla miglior sceneggiatura
  - PPP Award alla miglior fotografia
  - Premio Speciale della Giuria ad Elijah Canlas
  - Nomination PPP Award al miglior film
  - Nomination PPP Award al miglior regista
  - Nomination PPP Award al miglior attore ad Elijah Canlas
  - Nomination PPP Award al miglior montaggio
  - Nomination PPP Award al miglior Production Design
- 2021 - FAMAS Awards
  - Nomination Miglior film
  - Nomination Miglior attore ad Elijah Canlas
  - Nomination Miglior attore non protagonista ad Enzo Pineda
- 2021 - Young Critics Circle
  - Best Achievement in Film Editing
  - Miglior sceneggiatura
  - Nomination Best Performance by Male or Female, Adult or Child, Individual or Ensemble in Leading or Supporting Role ad Elijah Canlas
  - Nomination Best Performance by Male or Female, Adult or Child, Individual or Ensemble in Leading or Supporting Role ad Elijah Canlas ed Enzo Pineda